# Hwang Hi-čchan
Hwang Hi-čchan (korejsky 황희찬, anglický přepis: Hwang Hee-chan; * 26. ledna 1996 Čchunčchon) je jihokorejský profesionální fotbalista, který hraje na pozici útočníka za anglický klub Wolverhampton Wanderers a za národní tým Jižní Koreje.

## Mládí
Hwang Hi-čchan se narodil v Čchunčchonu, ale celá jeho rodina se přestěhovala do Pučchonu hned po jeho narození. Bydlel tam do svých 11 let. Začal hrát fotbal na základní škole Singok v Uijeongbu v Jižní Koreji. V roce 2008 vstřelil nejvíce gólů v turnajích Hwarangdaegi a Dongwon Youth Cup, což byly jihokorejské národní soutěže mládeže. Díky vynikajícím výkonům v těchto soutěžích získal velkou cenu fotbalové ceny Cha Bum-kun, která byla udělena nejlepším mladým fotbalistům v Jižní Koreji.
Po maturitě na základní škole Singok začal hrát ve fotbalovém klubu Pohang Jecheol Middle School, což je mládežnický celek týmu Pohang Steelers, který je účastníkem nejvyšší soutěže K League Classic.
Následně se stal součástí A-mužstva Pohang Steelers.

## Klubová kariéra

### Red Bull Salzburg
V prosinci roku 2014 odešel ze své rodné země a přestoupil do Rakouska, konkrétně do týmu FC Red Bull Salzburg. Dne 3. listopadu 2016 Hwang opustil lavičku a v zápasu Evropské ligy proti francouzskému Nice vstřelil branku, čímž přispěl k vítězství týmu.
Sezóna 2017/18 byla pro FC Red Bull Salzburg tou nejvydařenější v celé týmové historii. Skončili na prvním místě v základní skupině Evropské ligy. Pak, ve vyřazovací fázi, vyřadili španělský Real Sociedad, německou Borussii Dortmund a italské Lazio. V semifinále je však zastavil francouzský Olympique Marseille. Hwang odehrál 9 zápasů v této sezóně Evropské ligy, ve kterých se dvakrát střelecky prosadil.
31. srpna 2018 se Hwang připojil k týmu Hamburger SV v rámci hostování do konce sezóny 2018/19.
Během sezóny 2019/20 na sebe Hwang přitahoval pozornost, vedle salcburských útočících hráčů Erlinga Hålanda a Takumia Minamina. Toto trio bylo zvláště oceněno za jejich využití v Lize mistrů, kde Hwang zaznamenal tří góly a tří asistence. Ve všech soutěžích měl Hwang pozoruhodnou sezónu, kdy vstřelil 16 gólů a poskytl 22 asistencí ve 40 odehraných zápasech.

### RB Leipzig
8. července 2020 podepsal Hwang smlouvu v Lipsku pětiletou smlouvu. 12. září 2020 debutoval v týmu v zápasu DFB-Pokalu proti Norimberku, v zápase se střelecky prosadil a připsal si i jednu asistenci.

#### Wolverhampton (hostování)
Dne 29. srpna 2021 odešel Hwang na sezónní hostování do anglického Wolverhamptonu Wanderers. 11. září vstřelil Hwang při svém debutu druhý gól Wolves do sítě Watfordu při výhře 2:0. Své první góly na Molineux vstřelil 2. října, když vstřelil oba góly Wolves při výhře 2:1 proti Newcastlu United.

## Reprezentační kariéra
Hwang se zúčastnil Letních olympijských her 2016, kde vstřelil gól ve skupinovém zápase proti Německu, který skončil remízou 3:3. V přátelském utkání 28. března 2018 Hwang vstřelil svůj druhý reprezentační gól proti Polsku. V květnu 2018 se stal součástí předběžné jihokorejské soupisky pro Mistrovství světa ve fotbale 2018 v Rusku. Hrál ve všech třech skupinových zápasech světového šampionátu.

## Osobní život
Kromě rodilé korejštiny, mluví i anglicky a německy

## Statistiky

### Klubové
K 15. prosinci 2022
| Klub                  | Sezóna  | Liga                | Liga   | Liga | Pohár  | Pohár | Evropské poháry | Evropské poháry | Celkem | Celkem |
| Klub                  | Sezóna  | Liga                | Zápasy | Góly | Zápasy | Góly  | Zápasy          | Góly            | Zápasy | Góly   |
| --------------------- | ------- | ------------------- | ------ | ---- | ------ | ----- | --------------- | --------------- | ------ | ------ |
| RB Salzburg           | 2015/16 | Rakouská Bundesliga | 13     | 0    | 1      | 0     | —               | —               | 14     | 0      |
| RB Salzburg           | 2016/17 | Rakouská Bundesliga | 26     | 12   | 6      | 2     | 3               | 2               | 35     | 16     |
| RB Salzburg           | 2017/18 | Rakouská Bundesliga | 20     | 5    | 3      | 3     | 14              | 5               | 37     | 13     |
| RB Salzburg           | 2019/20 | Rakouská Bundesliga | 27     | 11   | 5      | 1     | 8               | 4               | 40     | 16     |
| RB Salzburg           | Celkem  | Celkem              | 86     | 28   | 15     | 6     | 25              | 11              | 126    | 45     |
| Liefering (host.)     | 2014/15 | Rakouská 2. Liga    | 13     | 2    | —      | —     | —               | —               | 13     | 2      |
| Liefering (host.)     | 2015/16 | Rakouská 2. Liga    | 18     | 11   | —      | —     | —               | —               | 18     | 11     |
| Liefering (host.)     | Celkem  | Celkem              | 31     | 13   | —      | —     | —               | —               | 31     | 13     |
| Hamburger (host,)     | 2018/19 | 2. Bundesliga       | 20     | 2    | 1      | 0     | —               | —               | 21     | 2      |
| RB Lipsko             | 2020/21 | Bundesliga          | 18     | 0    | 5      | 3     | 3               | 0               | 26     | 3      |
| RB Lipsko             | 2021/22 | Bundesliga          | 2      | 0    | 1      | 0     | —               | —               | 3      | 0      |
| RB Lipsko             | Celkem  | Celkem              | 20     | 0    | 6      | 3     | 3               | 0               | 29     | 3      |
| Wolverhampton (host.) | 2021/22 | Premier League      | 14     | 4    | 1      | 0     | —               | —               | 15     | 0      |
| Celkem                | Celkem  | Celkem              | 171    | 47   | 23     | 9     | 28              | 11              | 222    | 67     |

1. ↑  Zápasy v ÖFB-Cupu a DFB-Pokalu
2. 1 2 3  Zápasy v Evropské lize UEFA
3. 1 2 3  Zápasy v Lize mistrů UEFA

### Reprezentační
K 19. listopadu 2019
| Jižní Korea | Jižní Korea | Jižní Korea |
| Rok         | Zápasy      | Góly        |
| ----------- | ----------- | ----------- |
| 2016        | 3           | 0           |
| 2017        | 6           | 1           |
| 2018        | 12          | 1           |
| 2019        | 11          | 2           |
| 2020        | 2           | 1           |
| 2021        | 9           | 2           |
| Celkem      | 43          | 7           |

#### Reprezentační góly
K 19. listopadu 2019. Skóre a výsledky Jižní Koreje jsou vždy zapisovány jako první.
| Gól | Datum              | Místo                                          | Soupeř    | Skóre | Výsledek | Soutěž                                |
| --- | ------------------ | ---------------------------------------------- | --------- | ----- | -------- | ------------------------------------- |
| 1.  | 13. června 2017    | Jassim Bin Hamad Stadium, Dauhá, Katar         | Katar     | 2:2   | 2:3      | Kvalifikace na Mistrovství světa 2018 |
| 2.  | 27. března 2018    | Slezský stadion, Chořov, Polsko                | Polsko    | 2:2   | 2:3      | Přátelský zápas                       |
| 3.  | 22. ledna 2019     | Rashid Stadium, Dubaj, Spojené arabské emiráty | Bahrajn   | 1:0   | 2:1      | Asijský pohár 2019                    |
| 4.  | 10. října 2019     | Hwaseong Stadium, Hwaseong, Jižní Korea        | Srí Lanka | 3:0   | 8:0      | Kvalifikace na Mistrovství světa 2022 |
| 5.  | 17. listopadu 2020 | BSFZ-Arena, Maria Enzersdorf, Rakousko         | Katar     | 1:0   | 2:1      | Přátelský zápas                       |
| 6.  | 9. června 2021     | Goyang Stadium, Kojang, Jižní Korea            | Srí Lanka | 4:0   | 5:0      | Kvalifikace na Mistrovství světa 2022 |

## Ocenění

### Klubová

#### Red Bull Salzburg
- Rakouská Bundesliga: 2015/16, 2016/17, 2017/18, 2019/20[22]
- ÖFB-Cup: 2015/16, 2016/17, 2019/20[23]

#### RB Leipzig
- DFB-Pokal: 2020/21 (druhé místo)

### Reprezentační

#### Jižní Korea U23
- Asijské hry: 2018[24]